# Вечерняя звезда (фильм)
«Вече́рняя звезда́» (англ. The Evening Star) — фильм режиссёра Роберта Харлинга 1996 года, сиквел «оскароносного» фильма «Язык нежности» 1983 года.

## Сюжет
Аврора Гринуэй, бабушка большого семейства, посвятившая всю свою жизнь родным и близким помышляет о личной жизни. Она продолжает борьбу за благополучие близких, и ещё способна вскружить голову молодому мужчине.

## В ролях
- Ширли Маклейн — Аврора Гринуэй
- Билл Пэкстон — Джерри Брукнер
- Миранда Ричардсон — Пэтси Карпентер
- Джек Николсон — Гаррет Бридлав
- Джульетт Льюис — Мелани Хортон
- Бен Джонсон — Артур Коттон
- Скотт Вульф — Брюс
- Джордж Ньюберн — Томми Хортон
- Мэрион Росс — Рози Данлоп
- МакКензи Астин — Тедди Хортон
- Дональд Моффат — Гектор Скотт
- Дженнифер Грант — Эллен

## Награды и номинации
Премия общества кинокритиков Техаса (1996) :
- Лучшая актриса второго плана — Миранда Ричардсон (Награда)
- Лучшая актриса — Ширли Маклейн (Номинация)

Премия Blockbuster Entertainment (1997) :
- Лучшая женская роль второго плана — Драма — Джульетт Льюис (Награда)

Премия Золотой глобус (1997) :
- Лучшую женскую роль второго плана — Кинофильм — Мэрион Росс (Номинация)

Премия «Спутник» (1997) :
- Лучшая актриса второго плана — Миранда Ричардсон (Номинация)

Премия кино и телевидения «Одинокая Звезда» (1997) :
- Лучшая актриса — Ширли Маклейн (Награда)
- Лучшая актриса второго плана — Миранда Ричардсон (Награда)
- Лучший сценарий — Роберт Харлинг (Награда)